# Distrito de Chiradzulu
El distrito de Chiradzulu es uno de los veintisiete distritos de Malaui y uno de los doce de la Región del Sur. Cubre un área de 767 km² y alberga una población de 356 875 personas. La capital es Chiradzulu.
- Datos: Q722501